# Drum național 54A
Die Drum național 54A (rumänisch für „Nationalstraße 54A“, kurz DN54A) ist eine Hauptstraße in Rumänien. 

## Verlauf
Die Straße in der Kleinen Walachei (Oltenien) beginnt in Corabia, wo sie die nach Nordosten abzweigende Drum național 54 in  westlicher Richtung und parallel zur Donau fortsetzt, und verläuft über Dăbuleni nach Bechet, wo sie auf die Orjachowo in Bulgarien mittels einer Donaufähre mit Craiova verbindende Drum național 55 stößt und an dieser endet.
Die Länge der Straße beträgt rund 44 Kilometer.